# So Blonde: Blondynka w opałach
So Blonde – komputerowa gra przygodowa stworzona przez niemieckie studio Wizarbox, a rozpowszechniona przez dtp AG / Anaconda, która ukazała się w marcu 2008 w niektórych krajach Europy, a do Polski gra trafiła 18 czerwca 2008 za sprawą Cenegi.
Jednym z głównych projektantów fabuły jest Steve Ince, odpowiedzialny m.in. za scenariusze do takich gier jak Broken Sword czy Beneath the Steel Sky.

## Fabuła
Siedemnastoletnia blondynka Sunny Blonde (po polsku: Słoneczna Blondynka) to typowa Amerykanka, którą bogaci rodzice rozpieszczają do granic możliwości. W życiu nic jej nie brakuje: ma pieniądze, krąg wielbicieli i nieograniczony dostęp do kosmetyczki.
W zamian jednak Sunny musi od czasu do czasu się poświęcić. Jedną z takich okazji jest rocznica ślubu jej rodziców, którym zamarzył się z tego tytułu romantyczny rejs po Karaibach, na którym, chcąc nie chcąc, nie może zabraknąć latorośli małżonków. Pewnego dnia Sunny, chcąc zabić czymś nudę, spaceruje samotnie po pokładzie. Nagle zrywa się sztorm, który w nieznanych okolicznościach wpycha ją do szalupy ratunkowej. Następnego dnia budzi się na brzegu jakiejś wyspy. Jej telefon nie działa, makijaż się rozmazał, a okolica nie wskazuje na to, by w pobliżu znajdowało się jakieś centrum handlowe – najgorszy koszmar każdej nastolatki pokroju Sunny.
Podczas eksploracji wyspy gracz (który oczywiście przejmie kontrolę nad ruchami dziewczyny) będzie musiał przyjąć do wiadomości, że tajemnicza burza, która rozpętała się w okolicy Trójkąta Bermudzkiego, zniosła bohaterkę czterysta lat w przeszłość. Ta jednak będzie święcie przekonana, że jest to po prostu bardzo realistycznie wykonany park rozrywki.

## Rozgrywka
Gra jest typową przygodówką korzystającą z systemu wskaż i kliknij.
W grze występują również okazjonalnie minigry, w których sterujemy klawiaturą. Wszystkie dodatkowe rozrywki tego typu można pominąć bez konsekwencji.

## Polska wersja
Wersja polska: Start International Polska
| Postać                                | Aktor               |
| ------------------------------------- | ------------------- |
| Sunny Blondie                         | Aneta Zając         |
| Wódz Voo Doo                          | Jarosław Boberek    |
| Tana                                  | Joanna Pach         |
| Morgana                               | Ewa Serwa           |
| Naukowiec                             | Wojciech Paszkowski |
| Elvis                                 | Jarosław Boberek    |
| Reżyseria i dźwięk: Sławomir Czwórnóg |                     |